# 洪门街道
洪门街道，是中华人民共和国江苏省连云港市海州区下辖的一个乡镇级行政单位。

## 行政区划
洪门街道下辖以下地区：
红旗社区、洪门社区、新庄村和洪门村。